# Lucky loser
Pour les articles homonymes, voir Lucky Loser et LL.

Le lucky loser (abrégé LL dans les tableaux), en tennis, désigne un joueur éliminé au dernier tour des qualifications d'un tournoi et repêché pour intégrer le grand tableau, en raison d'un forfait de dernière minute dans celui-ci. En revanche, dans un tournoi où il n'y a pas de qualifications (ce qui est notamment le cas en double), les remplaçants des joueurs forfaits sont désignés sous le terme « alternate ».
Il est à distinguer de la wild card (invitation, abrégé WC dans les tableaux) offerte à des joueurs dont le classement est en théorie insuffisant pour intégrer le grand tableau, mais que les organisateurs invitent à y participer selon des critères qui leur sont propres, sans passer par les qualifications. 
Il est également à distinguer du special exempt (abrégé SE dans les tableaux) : un joueur qui n'a pas pu participer aux qualifications parce qu'il jouait encore en fin de semaine précédente, qui peut alors bénéficier d'une invitation pour le tableau final. 

## Désignation des lucky losers
Ce mot qui en anglais signifie littéralement perdant chanceux est l'équivalent du terme repêché mais, dans le jargon du tennis, est rarement traduit en français. Avant les phases finales, les joueurs dont le classement ne permet pas un accès direct au tableau final disputent des qualifications, le plus souvent en deux tours. Le lucky loser éventuel est alors le mieux classé parmi ceux qui ont perdu lors du dernier tour des qualifications. Celui-ci se voit donc octroyer une place dans le tableau final en cas de forfait de l'un des joueurs directement entré dans le grand tableau. En cas de deuxième forfait de dernière minute, le deuxième joueur le mieux classé parmi les perdants du dernier tour des qualifications devient à son tour lucky loser et intègre le grand tableau, etc.
Dans les tournois du grand chelem, la désignation des lucky losers se fait de manière un peu différente : un tirage au sort classe de 1 à 4 les 4 perdants du dernier tour des qualifications les mieux classés.

## Lucky losers qui ont remporté un tournoi

### En simple
Dans l'ère Open, neuf joueurs ont remporté le tournoi ATP qu'ils avaient intégré en tant que lucky loser :
- Heinz Günthardt à Springfield en 1978
- Bill Scanlon à Maui en 1978[2]
- Francisco Clavet à Hilversum en 1990
- Christian Miniussi à São Paulo en 1991
- Serhiy Stakhovsky à Zagreb en 2008[3]
- Rajeev Ram à Newport en 2009
- Andrey Rublev à Umag en 2017[4]
- Leonardo Mayer à Hambourg en 2017[5], premier et seul lucky loser à remporter un ATP 500
- Marco Cecchinato à Budapest en 2018

Sur le circuit féminin, 4 joueuses ont réalisé la performance de remporter un tournoi WTA en tant que lucky loser :
- Andrea Jaeger à Las Vegas en 1980[6].
- Olga Danilović à Moscou en 2018
- Cori Gauff à Linz en 2019, à l'âge de 15 ans.
- Maria Timofeeva à Budapest en 2023, à l'âge de 19 ans.

### En double
Les phases qualificatives disparaissent des tournois de double en 2001. Depuis 2014, seuls les tournois de catégorie ATP 500 en organisent. En 2014, deux équipes de lucky losers remportent un tournoi, puis une autre en 2018.
- Marc-Kevin Goellner et David Prinosil à Rotterdam en 1992
- Arnaud Clément et Sébastien Grosjean à Casablanca en 2000
- Jesse Huta Galung et Stéphane Robert à Barcelone en 2014
- Pierre-Hugues Herbert et Michał Przysiężny à Tokyo en 2014
- David Marrero et Fernando Verdasco à Rio de Janeiro en 2018